# Colfax (Californië)
Colfax is een plaats (city) in de Amerikaanse staat Californië, en valt bestuurlijk gezien onder Placer County.

## Demografie
Bij de volkstelling in 2000 werd het aantal inwoners vastgesteld op 1496.
In 2006 is het aantal inwoners door het United States Census Bureau geschat op 1713, een stijging van 217 (14,5%).

## Geografie
Volgens het United States Census Bureau beslaat de plaats een oppervlakte van
3,4 km², geheel bestaande uit land. Colfax ligt op ongeveer 688 m boven zeeniveau.

## Plaatsen in de nabije omgeving
De onderstaande figuur toont nabijgelegen plaatsen in een straal van 24 km rond Colfax.